# Riccardo Montolivo
Riccardo Montolivo (Caravaggio, 1985. január 15. –) olasz válogatott labdarúgó, a AC Milan volt játékosa.

## Pályafutása

### Atalanta
Pályafutását az Atalanta csapatában kezdte a Serie B-ben. A bemutatkozására 18 évesen a 2003-04-es szezonban került sor. A szezon során 40 mérkőzésen lépett pályára és ezeken 4 gólt szerzett, amivel nagyban hozzájárult az Atalanta Serie A-ba történő feljutásához.
A 2004-2005-ös bajnokságban 32 alkalommal kapott lehetőséget és három találattal zárt. Azonban ez sem volt elég ahhoz hogy a bergamoi csapat bent maradjon a legjobbak között, így egy év után visszacsúszott a Serie B-be. Montolivo viszont felkeltette több nagy csapat érdeklődését is.

### Fiorentina
A Fiorentinaba 2005 nyarán szerződött. A 2009-10-es idény közben a csapatkapitányi szalagot is megkapta és azóta ő a csapata első számú kapitánya.

### Nemzetközi szereplés
2006. október 11-én Montolivo szerezte az olaszok győztes találatát a spanyolok elleni U21-es Eb selejtezőn.
A felnőtt válogatottban 2007. október 17-én debütált egy Dél-Afrika elleni barátságos találkozón, melyen az azzurrik 2–0-ra győztek. A 2008-as Európa-bajnokság előtt tagja volt Roberto Donadoni bő keretének, de a keretszűkítés után kimaradt. Kárpótlásul Pierluigi Casiraghi magával vitte a 2008-as pekingi olimpiára az olimpiai válogatottal, ahol 1 gólt szerzett.
Szerepelt a 2009-es konföderációs kupán és a 2010-es világbajnokságon, ahol Daniele De Rossival játszott a középpályán a sérült Andrea Pirlót helyettesítve.

## Sikerei, elismerései
- A legjobb olasz fiatal tehetségnek járó Oscar-díj: 2007

olasz válogatott
- Európa-bajnokság: ezüstérmes, 2012
- Konföderációs kupa:  bronzérmes, 2013